# Нильсен, Эмиль
Эмиль Нильсен (дат. Emil Nielsen; род. 10 марта 1997, Орхус) — датский гандболист, выступает за гандбольный клуб «Барселона» и сборную Дании по гандболу. Олимпийский чемпион 2024 года, двукратный чемпион мира 2021 и 2025 годов, серебряный призёр чемпионата Европы 2024 года.

## Карьера

### Клубная
Эмиль Нильсен начал заниматься гандболом с десяти лет. В 18 лет, в 2015 году, дебютировал в датском первом дивизионе за «Орхус» и был признан лучшим вратарем Дании в сезоне 2015/16 годов. В конце сезона заболел менингитом и выбыл из игры на несколько месяцев.
В 2017 году стал играть за «Скьерн». В сезоне 2017/2018 годов «Скьерну» удалось выйти в четвертьфинал Лиги чемпионов КВЧ и победить в чемпионате Дании. В сезоне 2018/19 годов Эмиль вместе с клубом стал третьим призёром чемпионата Дании.
С 2019 года стал играть за французский «Нант». В сезоне 2019/20 годов, прерванном из-за пандемии коронавируса, «Нант» занял второе место после «Пари Сен-Жермен». В декабре 2021 года выиграл Кубок лиги Франции.
С июля 2022 года игрок испанского клуба «Барселона».

### Международная карьера в сборной
В составе первой сборной Эмиль Нильсен дебютировал 5 апреля 2018 года в матче против Франции.
В январе 2021 года принял участие в чемпионате мира, который состоялся в Египте. На том турнире Дания во второй раз подряд стала чемпионом, а Эмиль впервые завоевал золотую медаль мирового первенства.
На чемпионате Европы 2024 года в Германии в составе своей национальной сборной стал серебряным призёром. Сыграл девять матчей и показал лучший результат среди всех вратарей турнира 39 % отбитых мячей.
В августе 2024 года был включён в состав Дании на Олимпийский турнир по гандболу. Сборная Дании одержала уверенную победу на турнире, а игроки сборной стали Олимпийскими чемпионами.
Принимал участие в играх чемпионата мира 2025 года, стал двукратным чемпионом мира. Был признан лучшим вратарём турнира. 